# Außenpolitik Israels

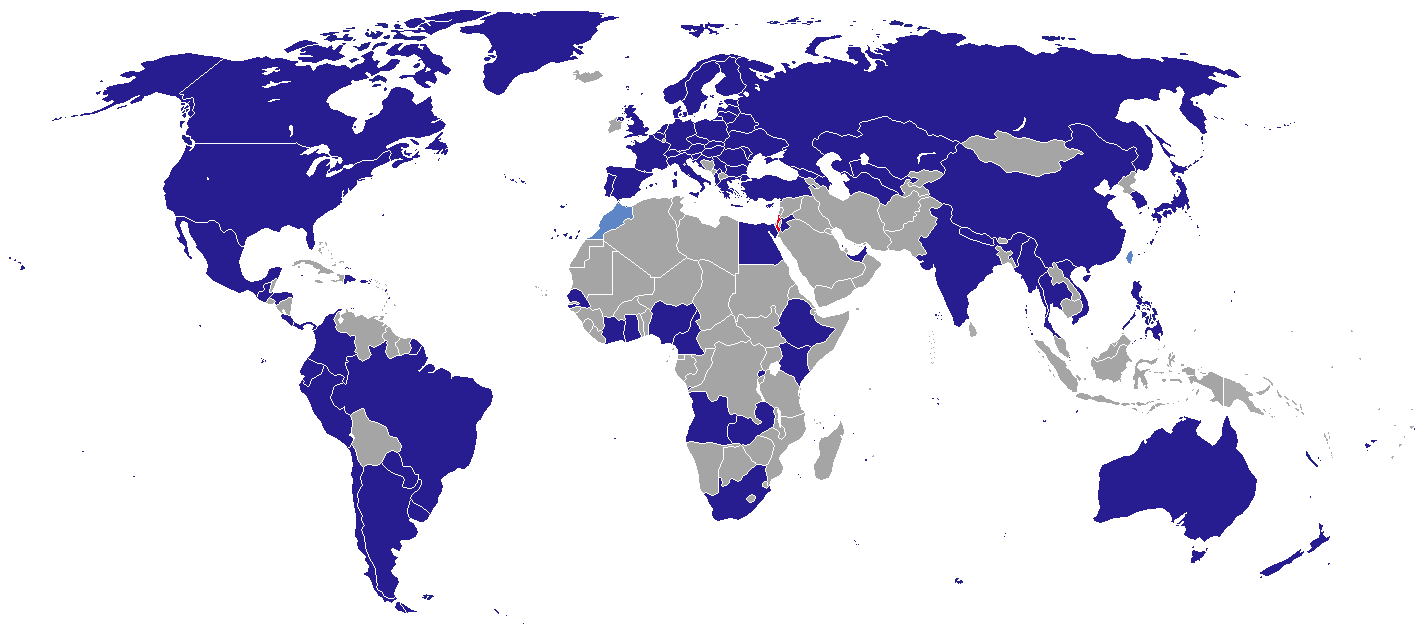
Staaten mit Botschaften aus Israel

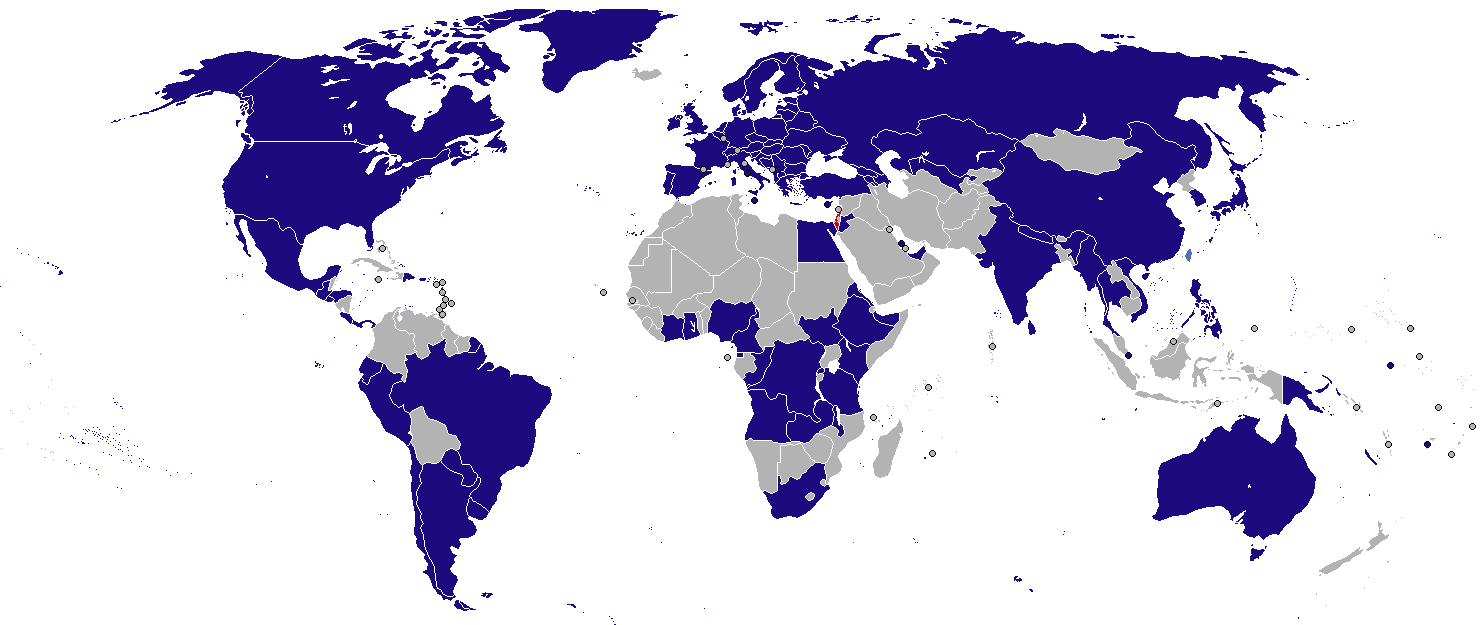
Staaten, die Botschaften in Israel haben

Die Außenpolitik Israels umfasst die Außenbeziehungen des Staates Israel.

## Grundlagen
Grundsätzliches Ziel der israelischen Außenpolitik ist die Sicherung der Existenz des Staates Israel als jüdischer und demokratischer Staat sowie die Sicherheit seiner Bürger. Schritte dazu sind die Lösung des Nahostkonflikts und die Aufnahme diplomatischer Beziehungen zu einer Reihe von muslimischen Ländern, die das Land aufgrund des Konflikts nicht anerkennen. Nach anfänglicher diplomatischer Isolation erfuhr Israel nach seinem militärischen Erfolg im Sechstagekrieg 1967 einen sprunghaften Anstieg seiner internationalen Anerkennung in der westlichen Welt. Dagegen brachen die meisten Staaten des Ostblocks die diplomatischen Beziehungen zu Israel ab, was bis zur Wende 1989 anhielt.

## Status der Außenbeziehungen

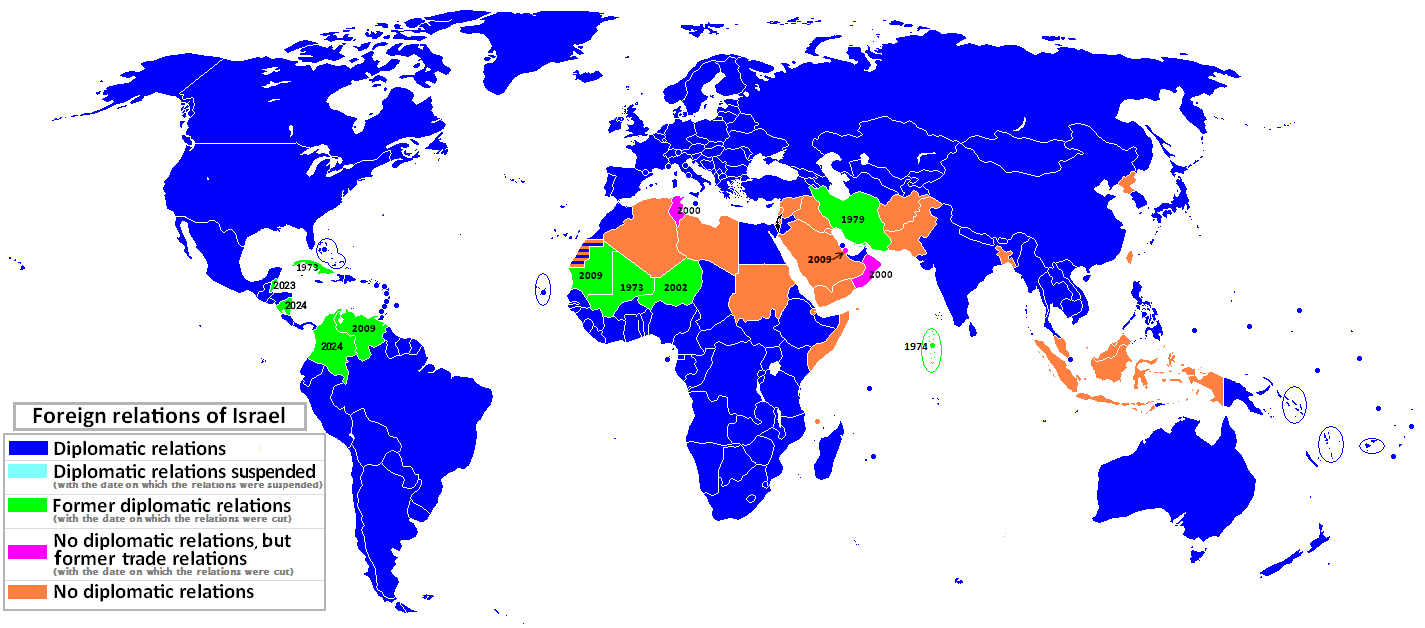
Weltkarte der bilateralen Beziehungen Israels, Stand Juli 2011
Diplomatische Beziehungen
Diplomatische Beziehungen suspendiert
Frühere diplomatische Beziehungen
Frühere Handelsbeziehungen
Keine diplomatischen Beziehungen

Derzeit unterhält Israel diplomatische Beziehungen zu 162 der 192 übrigen Mitgliedsländer der Vereinten Nationen. Davon erneuerte oder nahm es 32 nach der Konferenz von Madrid (1991) und 32 nach Unterzeichnung des Gaza-Jericho-Abkommens (1994) auf. Zu 28 Staaten hat Israel keine diplomatischen Beziehungen. In der westlichen Hemisphäre pflegen nur Kuba, Venezuela und Bolivien keine diplomatischen Beziehungen zu Israel, da die Regierungen dieser Staaten mit den Palästinensern sympathisieren. In Ostasien verweigert Nordkorea dem Land die Aufnahme diplomatischer Beziehungen, während die gegenseitige Nichtanerkennung Taiwans auf der Ein-China-Politik der Volksrepublik beruht. Bhutan pflegt traditionell restriktive Außenbeziehungen, hat Israel im Dezember 2020 diplomatisch anerkannt. Ghana unterhält gute Beziehungen zu Israel.

## Mitgliedschaft in überstaatlichen Organisationen
Israel ist Mitglied unter anderem in folgenden internationalen Institutionen:
- UNO und seine Sonderorganisationen
- OECD
- Euro-mediterrane Partnerschaft

Die Mitglieder der Vereinten Nationen sind in regionale Gruppen aufgeteilt, um bei der Vergabe von Sitzen in Gremien eine ausgewogene geographische Verteilung zu erreichen. Im Mai 2000 wurde Israel aus politischen Gründen ein WEOG-Vollmitglied. Diese Mitgliedschaft war befristet, jedoch mit einer Option zur Verlängerung versehen. Seit 2004 wird diese Mitgliedschaft ständig erneuert.
2016 übernahm Israels erstmals in seiner 67 Jahre währenden Mitgliedschaft den Vorsitz in einem der sechs ständigen Ausschüsse der UN. Sein Botschafter Danny Danon wurde am 13. Juni 2016 zum Vorsitzenden des Rechtsausschusses gewählt.
Wegen systematischen Angriffen und Versuchen, die jüdische Geschichte vom Land Israel zu trennen hat Israel seinen UNESCO-Austritt zum Ende 2018 verkündet.

## Europa
- Albanien:

- Aserbaidschan

- Deutschland:

- Griechenland und Zypern

Am 28. Januar 2016 vereinbarten Griechenland, Zypern und Israel eine stärkere Zusammenarbeit vor allem in den Bereich Erdgas und einer Verbindung der Elektrizitätsnetze. Auch eine verstärkte militärische Zusammenarbeit, auch zum Schutz der Gasfelder von Israel und Zypern wurde vereinbart.
- Italien:

- Kosovo:

Israel und Kosovo vereinbarten am 1. Februar 2021 die Aufnahme diplomatischer Beziehungen. Mit der Übereinkunft erkennt ein weiteres Land mit mehrheitlich muslimischer Bevölkerung Israel an. Der Kosovo eröffnete am 14. März 2021 seine Botschaft in Jerusalem. Es ist damit das erste europäische Land, das seine Botschaft in Israels Hauptstadt Jerusalem eröffnet hat. Bisher haben nur die USA und Guatemala ihre diplomatischen Vertretungen von Tel Aviv nach Jerusalem verlegt. Der außenpolitische Sprecher der Europäischen Union, Peter Stano, drohte jedoch, der Kosovo würde durch die Botschaftsentscheidung seine Perspektive auf eine EU-Mitgliedschaft verspielen, was jedoch den Kosovo nicht davon abhält.
- Österreich

Das österreich-israelische Verhältnis wurde insbesondere durch die Affäre Waldheim belastet. Erst das vom damaligen österreichische Bundeskanzler Franz Vranitzky 1993 gemachte Schuldeingeständnis an der Schoa hat die Beziehungen deutlich verbessert.
- Portugal:

- Russland:

Der Vorgängerstaat Russlands, die Sowjetunion, unterstützte 1947 die Gründung eines jüdischen Staates. Später unterstützten die Sowjets allerdings die arabischen Staaten im Nahostkonflikt, nach dem Sechstagekrieg 1967 wurden die diplomatischen Beziehungen abgebrochen. Erst in den 1980er Jahren, unter den Reformen von Michail Gorbatschow, verbesserten sich die Kontakte. Das Ende der Sowjetunion löste eine massive Einwanderungswelle von Juden aus den ehemaligen Sowjetstaaten aus. Bis zu 1,5 Millionen Israelis sind deshalb russischsprachig, welche eine eigenständige russisch-israelische Kultur besitzen.
Nach dem Kalten Krieg haben Russland und Israel kooperative Beziehungen etabliert. Beide Länder haben eng bei der regionalen Sicherheitspolitik kooperiert, besonders während der Amtszeiten von Benjamin Netanjahu. Russland hat unter Wladimir Putin versucht als Vermittler im Nahen Osten zu agieren. Israel störte sich in der Vergangenheit allerdings an den Kontakten Russlands zum Iran, der Hisbollah im Libanon und der Hamas. Russland hat sich im Nahostkonflikt wiederholt für die Zweistaatenlösung und den Staat Palästina ausgesprochen, den Russland diplomatisch anerkennt. Russland misstraut auch den engen Beziehungen Israels zu den USA.
- Vereinigtes Königreich

## Vereinigte Staaten
Aufgrund einer Kongruenz der Interessen unterstützten die Vereinigten Staaten zunächst zögerlich, danach immer nachhaltiger den neu gegründeten jüdischen Staat Israel.

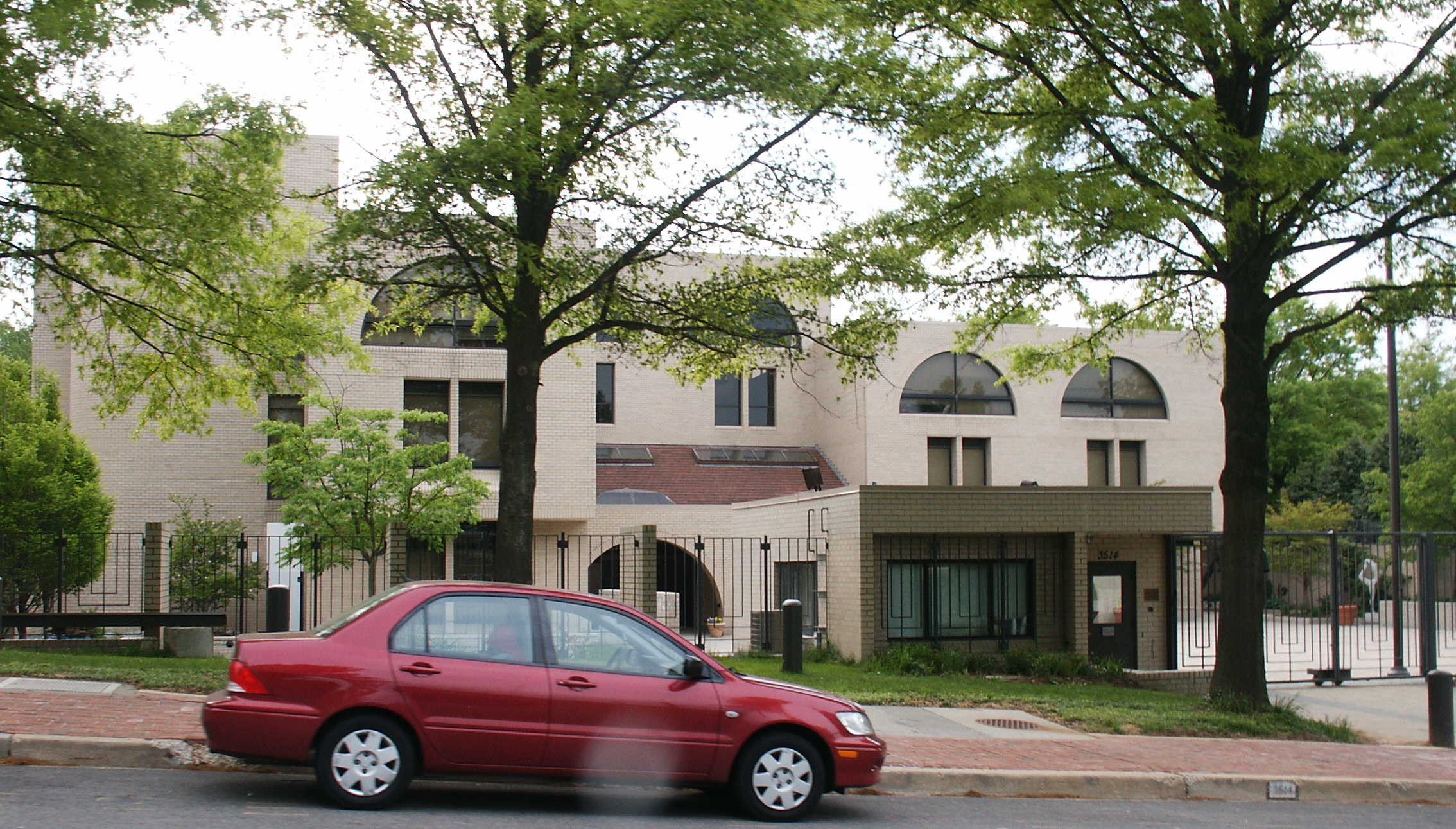
Israelische Botschaft in Washington, D.C.

Während des Suez-Krieges 1956 zeigten sich die USA unter Eisenhower noch äußerst kritisch gegenüber Israel, das in den 1950er und 1960er Jahren am stärksten Unterstützung von Frankreich erhielt.
Ab 1962 vertieften sich die US-amerikanisch-israelischen Beziehungen unter der Regierung John F. Kennedys. Diese erkannte unter anderem das Potential Israels als militärisches Gegengewicht zu den Aktivitäten der Sowjetunion im Mittleren Osten. Dem Verkauf von Flugabwehrraketen an Israel folgte die Lieferung von Panzern und Kampfflugzeugen. Die US-Regierung unter Lyndon B. Johnson stellte sich anschließend politisch deutlich hinter Israel, welches im Sechstagekrieg einen Sieg über die von der UdSSR unterstützten Länder Ägypten, Irak, Jordanien und Syrien erlangte.
Die strategische Partnerschaft zwischen den USA und Israel verfestigte sich im Laufe der 1970er Jahre vor allem unter den Regierungen Nixon und Reagan in Form von Verträgen und Übereinkünften bezüglich finanzieller Unterstützungen und dem Austausch von Militärtechnologie. Nach der Wiederbewaffnung Syriens durch die Sowjetunion intensivierte sich diese Beziehung erneut. 1989 verlieh Regierung Reagan Israel den Status eines wichtigen Nicht-Nato-Verbündeten.
Die meiste Kritik seit Eisenhower erhielt Israel seitens der USA unter George Bush sen., der z. B. Ost-Jerusalem zum besetzen Gebiet erklärte. Unter Bill Clinton wurden vor dem Hintergrund des Osloer Friedensprozesses wieder Zugeständnisse an Israel gemacht. Der Friedensvertrag zwischen Ägypten und Israel wurde unter amerikanischer Verhandlungsführung ausgehandelt. Israel kann jedoch nicht nur auf die „beispiellose Unterstützung“ durch die USA bauen, sondern darüber hinaus auf „Sympathie und Verpflichtung Deutschlands, Großbritanniens, Frankreichs“. Infolge der Anschläge vom 11. September 2001 intensivierten sich die Beziehungen zwischen den USA und Israel im Rahmen der militärischen Zusammenarbeit im Nahen und Mittleren Osten. Die Vereinigten Staaten kritisieren den israelischen Siedlungsbau im Westjordanland (siehe auch Israelische Siedlung#Diskussionen um Rechtmäßigkeit des Landerwerbs). Verurteilungen israelischer Militäraktionen durch den Sicherheitsrat werden oft durch Einlegen eines Vetos der Vetomacht USA verhindert.
Die bedeutendsten israel-bezogenen Lobbyorganisationen in den USA sind die AIPAC (konservativ) und J Street (links). US-Präsident Donald Trump erklärte am 6. Dezember 2017, Jerusalem als Hauptstadt Israels anzuerkennen und die US-Botschaft dorthin zu verlegen.

## Asien

### Arabische Länder
Neben Ägypten und Jordanien, mit denen Israel im Jahre 1979 respektive 1994 Frieden schloss, erkannten bis zum August 2020 auch Katar, Mauretanien, Oman und Dschibuti Israel an. Erst im September 2020 hatten Bahrain und die Vereinigten Arabischen Emirate Friedensverträge mit Israel geschlossen. Im Oktober 2020 erklärte sich der Sudan, im Dezember auch Marokko zur Aufnahme diplomatischer Beziehungen bereit. Damit erstreckt sich die Anerkennung Israels im Rahmen der Arabischen Liga mittlerweile immerhin auf die Hälfte ihrer Mitgliedsstaaten. Afrikanische Länder, die Israel nicht anerkennen, sind der Tschad und die Demokratische Arabische Republik Sahara, die aber als Nicht-UN-Mitglied ihrerseits international nicht anerkannt ist. Unter den Staaten, die Israel weiterhin nicht anerkennen, sind einige Mitglieder der Organisation der Islamischen Konferenz, wie Afghanistan, Bangladesch, Indonesien, Iran, Malaysia und Pakistan. Mauretanien hat 2009, nach der Operation Gegossenes Blei, die diplomatischen Beziehungen zu Israel abgebrochen.
Israels Außenminister Avigdor Lieberman hat im April 2014 erstmals bestätigt, dass seine Regierung Geheimgespräche mit verfeindeten arabischen Staaten führt, unter ihnen sind Saudi-Arabien und Kuwait. Ziel der Verhandlungen sei die Normalisierung der Beziehungen und die Aufnahme diplomatischer Kontakte. Grundlage der Gespräche seien die gemeinsame Furcht vor der wachsenden Stärke Irans und die Bedrohung durch islamistischen Extremismus. Die Herrscherhäuser in Saudi-Arabien und Kuwait dementierten umgehend, dass sie mit Israel verhandelten.
Aufgrund der steigenden Expansionspolitik der schiitisch-islamischen Republik Iran kommt es seit 2017 zu einer weiteren Annäherung zwischen Israel und den sunnitisch-arabischen Staaten der Golfregion. Diese sehen in der Politik des Irans nicht nur eine existenzielle Gefahr für ihre eigene Herrschaft, sondern auch für die Vormachtstellung der sunnitischen Ausrichtung des Islam in der muslimischen Weltgemeinschaft. Auch für Israel ist der Hauptgrund für die Annäherung der Iran, der sowohl eine nukleare und ballistische Bedrohung als auch eine Terrorbedrohung von außen und von innen darstellt. Israel ist höchstwahrscheinlich der einzige Staat in der Region, der in der Lage ist, dem Iran militärisch auf Augenhöhe zu begegnen. Bei einer Nahost-Konferenz in Warschau am 14. Februar 2019 kam es zu weiteren Annäherungen zwischen arabischen Staaten und Israel.

#### Ägypten
Nach dem Friedensvertrag von 1979 haben beide Länder einen "kalten Frieden" geschlossen, wobei kulturelle und wirtschaftliche Kontakte aufgrund weitverbreiteter antiisraelischen Einstellungen in Ägypten begrenzt blieben, wo der Frieden mit Israel sehr unbeliebt ist. Während der Amtszeit von Abd al-Fattah as-Sisi haben beide Länder die Sicherheitskooperation gegen Islamisten (z.b. im Gazastreifen und auf der Sinai-Halbinsel) verstärkt.

#### Bahrain
Nach Vermittlungen durch Berater des US-Präsidenten Donald Trump nahmen im September 2020 beide Länder diplomatische Beziehungen auf und Bahrain beendete die Wirtschaftsblockade gegen Israel. Am 15. September 2020 wurde der Friedensvertrag zwischen Israel und Bahrain geschlossen.

#### Libanon
Zwischen den beiden Nachbarländern bestehen keine diplomatischen Beziehungen. Israel intervenierte in den 1980er Jahren in den libanesischen Bürgerkrieg und hielt bis 2000 den Südlibanon besetzt. Im Libanon ist die antiisraelische Hisbollah aktiv, welche vom Syrien und dem Iran unterstützt wird.

#### Jordanien
Nach drei Kriegen gegeneinander schlossen beide Staaten 1994 den israelisch-jordanischen Friedensvertrag und beide Nachbarstaaten kooperieren seitdem bei der Teilung von Wasserressourcen und der Bekämpfung des Terrorismus. Da knapp die Hälfte der jordanischen Bevölkerung arabisch-palästinensischer Abstammung ist, bestehen jedoch nach wie vor große Vorbehalten gegenüber Israel in Jordanien.

#### Katar
Ende August 2018 kam es zu einem ersten geheimen Treffen zwischen dem israelischen Außenminister Avigdor Lieberman und seinem Amtskollegen aus Katar Mohammed al-Amadi während seines Aufenthalts auf Zypern. Bei dem Treffen wurde über die Lage in dem von der radikalislamischen Hamas kontrollierten Gazastreifen gesprochen.

#### Oman
Am 2. November 2018 fand der erste offizielle Kontakt auf Regierungsebene statt, als der israelische Ministerpräsident Benjamin Netanyahu das omanische Staatsoberhaupt Sultan Qabus in Muskat besuchte. Geheime Beziehungen zwischen beiden Ländern reichen bis in die 1970er Jahre zurück, offizielle diplomatische Beziehungen bestehen nicht.

#### Saudi-Arabien
Israels Außenminister Avigdor Lieberman hat im April 2014 erstmals bestätigt, dass seine Regierung Geheimgespräche mit verfeindeten arabischen Staaten führt, Darunter sei auch Saudi-Arabien. Ziel der Verhandlungen sei die Normalisierung der Beziehungen und die Aufnahme diplomatischer Kontakte. Grundlage der Gespräche seien die gemeinsame Furcht vor der wachsenden Stärke Irans und die Bedrohung durch islamistischen Extremismus. Das Herrscherhäuser in Saudi-Arabien dementierten umgehend, dass sie mit Israel verhandelten. Am 22. November 2020 trafen sich der israelische Premier Benjamin Netanjahu und der saudische Kronprinz Mohammed bin Salman in der neuen saudischen Planstadt Neom. Es handelte sich um die erste bekannte Zusammenkunft zwischen politischen Vertretern der beiden Länder auf dieser Ebene.
Laut KAN-Nachrichten landete am 27. Oktober 2021 ein israelischer Privatjet in Riad. Es war das erste Mal, dass ein Flugzeug aus Israel in Saudi-Arabien gelandet ist. Zuvor war am 26. Oktober 2021 ein 737 Royal Jet aus den Vereinigten Arabischen Emiraten auf dem Flughafen Ben-Gurion gelandet. Laut Jerusalem Post halten folgende Staaten weiterhin fest am Verbot von Direktflügen israelischer Flugzeuge sowie auch für die Überfliegung ihres Luftraums für Flugzeuge aus Tel Aviv oder mit Ziel Tel Aviv: Afghanistan, Algerien, Bangladesh, Brunei, Iran, Irak, Kuwait, Libanon, Libyen, Malaysia, Oman, Pakistan, Qatar, Somalia, Syrien, Tunesien und Jemen.

#### Syrien
Die Beziehungen zu Syrien sind seit der Gründung Israels 1948 von Konflikten geprägt. Beide Staaten befanden sich dreimal miteinander im Kriegszustand und im Sechstagekrieg eroberte Israel von Syrien die Golanhöhen und annektierte diese später. Syrien und Israel haben bis heute keine diplomatischen Beziehungen und befinden sich formal weiterhin im Kriegszustand – ein Friedensvertrag oder eine gegenseitige Anerkennung existieren nicht.

#### Vereinigte Arabische Emirate
Nach Vermittlungen durch Berater des US-Präsidenten Donald Trump nahmen im August 2020 beide Länder diplomatische Beziehungen auf und die Vereinigten Arabischen Emirate beendeten die Wirtschaftsblockade gegen Israel. Am 15. September 2020 wurde der Friedensvertrag zwischen Israel und den Vereinigten Arabischen Emiraten geschlossen. Am 29. Juni 2021 wurde die israelische Botschaft in Abu Dhabi eröffnet.

### Sonstige asiatische Staaten

#### Aserbaidschan
Die ehemalige Sowjetrepublik und Turkrepublik Aserbaidschan hat Israel anerkannt und pflegt gute diplomatische Beziehungen zu Israel. Beide Länder arbeiten in den Bereichen Sicherheitspolitik und Wirtschaft zusammen. So beliefert Israel Aserbaidschan mit Waffen.

#### Bhutan
Am 12. Dezember 2020 nahmen Bhutan und Israel diplomatische Beziehungen auf.

#### China
Obwohl Israel die Volksrepublik China bereits 1950 als erster Staat im Nahen Osten anerkannt hatte, dauerte es bis zum 24. Januar 1992 bis offizielle diplomatische Beziehungen aufgenommen und Botschafter ausgetauscht wurden. Davor hatte Israel bereits ab Ende der 1970er Jahre die Volksbefreiungsarmee mit Waffen beliefert. Seitdem haben beide Länder eine vielfältige Zusammenarbeit aufgebaut, welche wirtschaftliche, technologische und sicherheitspolitische Kooperation umfasst. Geopolitisch haben beide Länder aber weiter eine unterschiedliche Orientierung und China hat von Israel die Umsetzung einer Zweistaatenlösung gefordert.

#### Indien
Indien stimmte 1947 gegen die Teilung Palästinas, gegen die Aufnahme des jüdischen Staates in die UNO und stand als einer der Initiatoren der Bewegung der blockfreien Nationen regelmäßig auf Seiten der Feinde Israels.
Eine Änderung dieser Politik führte 1992 zur Aufnahme voller diplomatischen Beziehungen.
Im September 2003 besuchte Ariel Sharon als erster israelischen Premierminister Indien. Begleitet wurde er von seinen Ministern für von Justiz, Bildung und Landwirtschaft, sowie von mehr als 30 führenden Geschäftsleuten.
Bei den Terroranschlägen in Mumbai vom 26. bis 29. November 2008 war auch das jüdische Chabad Haus im Nariman House ein Ziel der Angreifer. Ermordet wurde der Leiter des Chabad-Zentrums, der Rabbiner Gavriel Holtzberg, und seine Ehefrau Rivka. Ihr zweijähriger Sohn konnte hingegen von einer Angestellten gerettet werden. Die weiteren Opfern waren Bentzion Chroman und Rabbi Leibish Teitlebaum, Jocheved Orpas und die mexikanische Jüdin Norma Shvarzblat Rabinovich.
Der Tourismus zwischen den Ländern boomt. So kamen 2016 45.000 Inder zu Besuch nach Israel und 60.000 Israelis nach Indien.
Im März 2017 bestätigte Indien den Kauf von 40 Einheiten des Barak-8-Luftabwehrsystems, das gemeinsam von Israel und Indien entwickelt wurde.
Im Juli 2017 war Narendra Modi der erste indische Premier, der Israel besucht hat. Es wurden Vereinbarungen über eine stärkere Zusammenarbeit in der Landwirtschaft, bei der Entwicklung von Weltraumtechnik, der nationale Sicherheit getroffen und ein gemeinsamer Industrie-Fonds für Forschung und Entwicklung gegründet.
Im Januar 2018 war Israels Premierminister Benjamin Netanjahu, begleitet von einer großen Wirtschaftsdelegation auf einem Staatsbesuch in Indien.

#### Iran
Bis zum Sturz des persischen Schahs Mohammad Reza Pahlavi im Jahre 1979 pflegte Israel enge wirtschafts- und sicherheitspolitische Beziehungen zum Iran. Nach der Islamischen Revolution und der Ausrufung einer Islamischen Republik brach der Iran unter Ajatollah Khomeini sämtliche Kontakte zu Israel ab. Die diplomatischen Beziehungen zwischen beiden Staaten bleiben aufgrund des iranischen Atomprogramms und des Nahostkonfliktes stark belastet. Zusammen mit anderen Staaten verdächtigt Israel den Iran, entgegen dessen wiederholten eigenen Absichtserklärungen, das Atomprogramm nicht allein zu zivilen, sondern auch zu militärischen Zwecken zu betreiben. Israel behält sich für den Fall einer unmittelbar bevorstehenden iranischen nuklearen Bewaffnung präventive militärische Gegenmaßnahmen vor. Im Zusammenhang mit dem Nahostkonflikt bezichtigt Israel den Iran einer konstant antiisraelischen, destruktiven Haltung in Wort und Tat. Die iranische Regierung fällt immer wieder durch antiisraelische Hassreden auf. So hat beispielsweise der iranische Präsident Mahmud Ahmadineschad wiederholt den Holocaust geleugnet und die Vernichtung des "zionistischen Gebildes" (Israel) gefordert. Darüber hinaus beschuldigen Israel und andere Länder den Iran der wiederholten Unterstützung terroristischer Vereinigungen, beispielsweise der Hisbollah im Libanonkrieg 2006.

#### Zu den Kurden
Bis zum Ende der ersten Hälfte des 20. Jahrhunderts lebten an die einhunderttausend kurdische Juden in den Regionen, die heute die Autonome Region Kurdistan ausmachen. Durch die Gründung des Staates Israel und die darauffolgenden Kriege zwischen arabischen Staaten einerseits und Israel andererseits gab es eine große Massenabwanderung von Juden aus den arabischen Staaten. Die kurdischen Juden ließen ihre Beziehungen zur alten Heimat nicht abreißen und traten im noch jungen Israel als Fürsprecher der Kurden auf. Dies spiegelte sich auch in der Außenpolitik Israels. Ab spätestens den 1960er Jahren intensivierte Israel seine Kontakte zu den Kurden, auch aus der Hoffnung heraus, neue Verbündete im Kampf gegen die Araber zu gewinnen.
Nach dem kurdischen Aufstand gegen die Zentralregierung in Bagdad im Jahre 1961 intensivierten sich die Beziehungen zwischen Israel und den irakischen Kurden. Der damalige Anführer des kurdischen Widerstandes, Mustafa Barzani, konnte vom Historiker Îsmet Şerîf Wanlî davon überzeugt werden, Kontakte mit Israel aufzunehmen. Führende israelische Politiker, wie Schimon Peres oder Levi Eschkol, waren große Befürworter dieser kurdisch-israelischen Beziehungen. Schon zu dieser Zeit entsandten sie israelische Vertreter.
Weitaus enger wurden die israelisch-kurdischen Beziehungen nach der Machtübernahme durch die Baath-Partei, zu welcher auch Saddam Hussein gehörte, im Irak. Der gemeinsame Feind führte zu einer engeren Kooperation zwischen Kurden und Israelis und führte dazu, dass auch kurdische Vertreter in dieser Zeit vermehrt nach Israel entsandt wurden. Infolge massiver Waffenlieferungen Israels an die Kurden vermutete die arabische Presse, dass sich mehrere tausend israelische Agenten in den kurdischen Regionen des Irak aufhielten. Laut der Historikerin Ofra Bengio waren es jedoch gerade mal eine Handvoll.
Große Teile der kurdischen Bevölkerung befürworten engere Beziehungen zu Israel, das belegen Umfragen der vergangenen Jahre. Dasselbe gilt auch umgekehrt. Die Tendenz ist steigend. Jedoch befindet sich die kurdische Regierung derzeit in einem Dilemma. Einerseits würde sie gerne engere und offizielle Beziehungen zu Israel aufbauen, andererseits wird sie von den proiranischen Schiiten im Irak des Verrates am Irak bezichtigt. Auch der mächtige Nachbar Iran übt in dieser Hinsicht großen Druck auf die Regierung in Erbil aus.
Im Juni 2014 befürwortete der israelische Premierminister Benjamin Netanjahu die Unabhängigkeit Kurdistans und versicherte die direkte Anerkennung eines solchen Staates.

#### Türkei
1949 war die Türkei eines der ersten Länder überhaupt, das Israel anerkannte und im Folgejahr dort eine Botschaft eröffnete. Damit war sie das erste muslimische Land, das Israel anerkannte, und zwar noch bevor Israel in die UNO aufgenommen wurde. Israel und die Türkei unterhielten jahrzehntelang enge Beziehungen. Zeitweise war geplant, zwischen Haifa (Israel) und Ceyhan (Türkei) eine „Med Stream“ genannte Pipeline für den Transport von Elektrizität, Erdgas, Rohöl und Wasser zu verlegen.
Zwischen der Türkei und Israel besteht seit 1983 ein zusätzliches geheimes Militärabkommen. Beide Länder fühlten sich durch die vermutete syrische Unterstützung für Terrorgruppen bedroht. Israel lieferte in großem Umfang Waffen an die Türkei.
Als sich die Türkei unter Erdoğans Präsidentschaft seit dem Jahr 2010 zunehmend von demokratischen und rechtsstaatlichen Standards entfernt, wurden auch die Beziehungen zu Israel zunehmend belastet. Ein Streitpunkt war die türkische Beteiligungen an der Gaza-Flottille und deren Enterung durch die israelische Marine am 30. Mai 2010. Der Vorfall läutete das Ende der türkisch-israelischen Militärallianz ein, die seit Mitte der neunziger Jahre bestand. Erst Ende Juni 2016 konnte die diplomatischen Krise beigelegt werden. Die getroffene Vereinbarung sieht unter anderem vor, dass die Blockade Gazas durch Israel bestehen bleibt, die Türkei aber humanitäre Unterstützung für das Gebiet leisten dürfe. Hilfslieferungen aus der Türkei müssten im Hafen von Aschdod gelöscht und von dort, nach einer Kontrolle durch Israel, auf dem Landweg nach Gaza transportiert werden. Israel sicherte die Zahlung von Schadensersatz in Höhe von 20 Millionen US-Dollar an die Opfer beziehungsweise deren Angehörige zu, im Gegenzug werde die Türkei gesetzlich dafür sorgen, dass alle laufenden Klagen gegen israelische Soldaten abgewendet und künftige verhindert werden.
Eine weitere diplomatische Krise entstand, als Recep Tayyip Erdoğan im Jahre 2011 die Palästinenser-Politik Israels als Staatsterrorismus bezeichnete. In der Türkei mehren sich außerdem Stimmen, die einen Abbruch der diplomatischen Beziehungen zu Israel fordern. Zudem breitet sich im ganzen Land eine antiisraelische, teils auch dezidiert antisemitische Stimmung aus.
Negativ auf das israelisch-türkische Verhältnis wirkt sich die am 28. Januar 2016 vereinbarte stärkere Zusammenarbeit zwischen Zypern, Israel und Griechenland aus. Als Hauptstreitpunkt entwickelten sich die Erdgas-Projekte.
Ungeachtet der politischen Differenzen entwickelte sich der Handel zwischen der Türkei und Israel und belief sich im Jahr 2019 auf 7,2 Milliarden Dollar.

## Afrika
Israels Außenministerin Golda Meir rief nach ihrer Afrika-Reise 1958 ein systematisches Entwicklungshilfeprogramm für die neu gegründeten Staaten ins Leben. Israelis kamen als Entwicklungs- und Militärhelfer nach Afrika und Afrikaner besuchten Aus- und Weiterbildungskurse in Israel. Anfang der 70er Jahre hatte Israel volle diplomatische Beziehungen zu 33 afrikanischen Staaten.
Besonders nach dem Jom-Kippur-Krieg 1973 hatten viele schwarzafrikanische Länder auf Druck der arabischen Staaten die Beziehungen zu Israel beendet. Vor allem Libyen und Saudi-Arabien warben mit finanzieller Unterstützung und preiswertem Öl für ihre Anti-Israel-Politik.
Zu Beginn der 1980er Jahre gab es dann erste Kursänderungen und Ende der 1990er Jahre hatten bereits 39 Staaten Subsahara-Afrikas wieder diplomatische Beziehungen mit Israel. Die arabischen Staaten boten auf die Dauer keinen Ersatz für die Wirtschafts- und nicht immer unumstrittenen Militärhilfen aus Israel und Lösungen der drängenden Probleme wie Wasser- und Nahrungsmangel oder Terrorismus.
Im Jahr 2014 gründete sich die Afrika-Gruppe in der Knesset. Im Juli 2016 bereiste Benjamin Netanjahu als erster israelischer Regierungschef seit 30 Jahren wieder ein Land Subsahara-Afrikas. Er besuchte Uganda, Kenia, Ruanda und Äthiopien. Ein Jahr später war er der erste nicht-afrikanische Regierungschef auf dem Gipfel der Westafrikanischen Wirtschaftsgemeinschaft (ECOWAS). Israel hatte 2017 Beziehungen zu 45 von 55 afrikanischen Staaten.
Neben einer stärkeren politischen Zusammenarbeit und dem Ausbau des Handels kann Israel dringend benötigte Technologien liefern wie Entsalzungsanlagen gegen Wassermangel, Lösungen zur Steigerung der Ernteerträge, Gewinnung aus erneuerbaren Energien, Wissen und Mittel im Kampf gegen den radikalen Islam. Im März 2019 wurde bekannt, dass die israelische Armee Truppen der 13 afrikanischen Staaten Äthiopien, Ruanda, Kenia, Tansania, Malawi, Sambia, Südafrika, Angola, Nigeria, Kamerun, Togo, Elfenbeinküste und Ghana trainiert.

### Äquatorialguinea
Äquatorialguinea will seine Botschaft in Israel nach Jerusalem verlegen.

### Marokko
Marokko und Israel hatten zwischen 1994 und 2000 gegenseitige Verbindungsbüros unterhalten. Marokko brach die Beziehungen nach Ausbruch der Zweiten Intifada ab.
Als viertes mehrheitlich muslimisches Land im Jahr 2020 hat Marokko den Staat Israel anerkannt. Im Gegenzug haben die vermittelnden Vereinigten Staaten die Souveränität Marokkos über die umkämpfte Konfliktregion Westsahara akzeptiert.

### Sudan
Mit der Unterzeichnung des Abrahams-Abkommen am 6. Januar 2021 in Khartum nahm Israel diplomatische Beziehungen zum Sudan auf. Am 19. April 2021 hob der Sudan das seit 1958 bestehende Boykottgesetz auf. Es verbot diplomatische Beziehungen und stellte es Handel mit Israelis oder israelischen Unternehmen unter Strafe, die mit bis zu zehn Jahren Gefängnis geahndet werden konnte.

### Tschad
Der Tschad hat die diplomatischen Beziehungen zu Israel 1972 auf Betreiben des damaligen libyschen Diktators Muammar al-Gaddafi aufgekündigt. Am 25. November 2018 besuchte mit Idriss Déby erstmals ein Präsident des Tschad Israel. Vereinbart wurde eine bessere Zusammenarbeit im Kampf gegen Terrorismus bei der Gesundheitsversorgung, der Wasserversorgung und der Ernährung, sowie die Wiederaufnahme von diplomatischen Beziehungen. Bei einem Gegenbesuch von Benjamin Netanjahu in N’Djamena, dem ersten eines israelischen Ministerpräsidenten, wurden am 20. Januar 2019 die diplomatische Beziehungen wieder aufgenommen.